# ستيريو (بعثة فضائية)

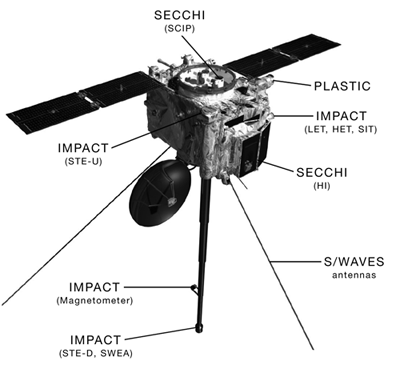
أحد مسباري ستيريو.

مسبار ستيريو أو مسباري ستيريو الفضائيان في علم الفلك (بالإنجليزية: STEREO) هما مسباران فضائيان أطلقتهما ناسا في 20 سبتمبر 2006 لإجراء قياسات خاصة بالشمس . وكلمة ستيريو الإنجليزية هي اختصار للإسم الكامل للمسبارين (Solar TErrestrial RElations Observatory).
ويتكون المسبار في الواقع من مسبارين متماثلين وإطلقا بحيث يبتعدان عن الأرض ثم يتخذا مدارا بعيدا عن الشمس لكنه قريب من الأرض، بحيث يمكنهما بذلك من التقاط صور مجسمة - ذات ثلاثة أبعاد - للشمس ودراسة الظواهر الشمسية مثل الانبعاثات الكتلية الإكليلية و دراسة الهالة الشمسية والمقذوفات منها.

## البعثة

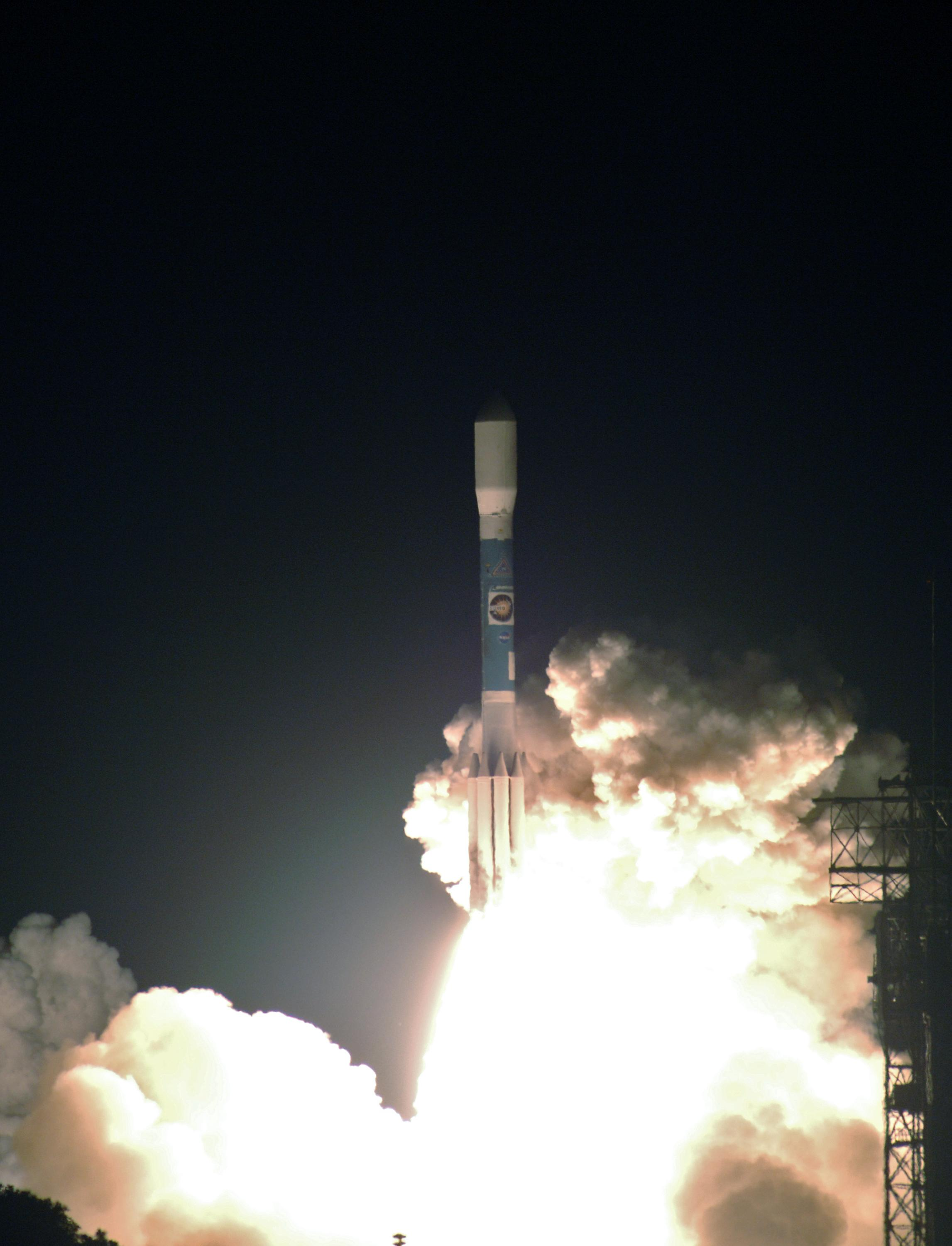
انطلاق المسباران على متن الصاروخ Delta II 7925-10L الساعة 00:52 توقيت عالمي منسق يوم 26 أكتوبر 2006.

أقلع المسباران على متن الصاروخ دلتا 7925 10L من محطة كيب كانافيرال للقوات الجوية ب فلوريدا في تمام الساعة 00:52 توقيت عالمي منسق للوصول إلى فلك في شكل قطع ناقص بحيث يقترب الجزء البعيد عن الأرض من مدار القمر ويكون جزء الفلك القريب من الأرض على ارتفاع نحو 35 ألف كيلومتر . وأثناء الدورة الخامسة حول الأرض يوم 15 ديسمبر انفصل المسباران عن بعضهما وأصبح كل منهما يشغل مدارا مختلفا عن الآخر. فاتخذ المسبار الأول مدارا حول الشمس داخل فلك الأرض حول الشمس، أما المسبار الثاني فقد اتخذ مدارا مؤقتا حول الأرض.
يدور المسباران في حول الشمس بحيث يكونا أحيانا داخل مدار الأرض حولها أو خارجة .
عند اقتراب المسبار الثاني يوم 21 يناير 2007 في مداره من القمر انطلق بعكس اتجاه المسبار الأول واتخذ مداره حول الشمس داخل فلك الأرض. تستغرق دورة المسبار الأول 347 يوم حول الشمس وأما المسبار الثاني فتستغرق دورته 387 يوم. تتزايد الزاوية بين المسبار A والشمس والأرض بمعدل 6و21 درجة في السنة. في نفس الوقت تتغير الزاوية بين المسبار الثاني B والشمس والأرض بمعدل -22 درجة / سنة. ويمكن مشاهدة وضعهما حاليا على موقع الإنترنت : here.
منذ عام 2015 يوجد المسباران
على الناحية المقابلة للأرض على الناحية الآخرة من الشمس . في يوليو 2016 أصبحت المسافتان 0,9674 وبالتالي 1,0095 وحدة فلكية.
انقطع الاتصال بين المسبار ستيريو بي  ومحطة المراقبة التابعة لناسا في مارس 2016 ، ولكن الاتصال استرجع ثانيا في يوم 21 أغسطس 2016 بعد انقطاع دام لمدة 6 أشهر.

## صور مجسمة للشمس

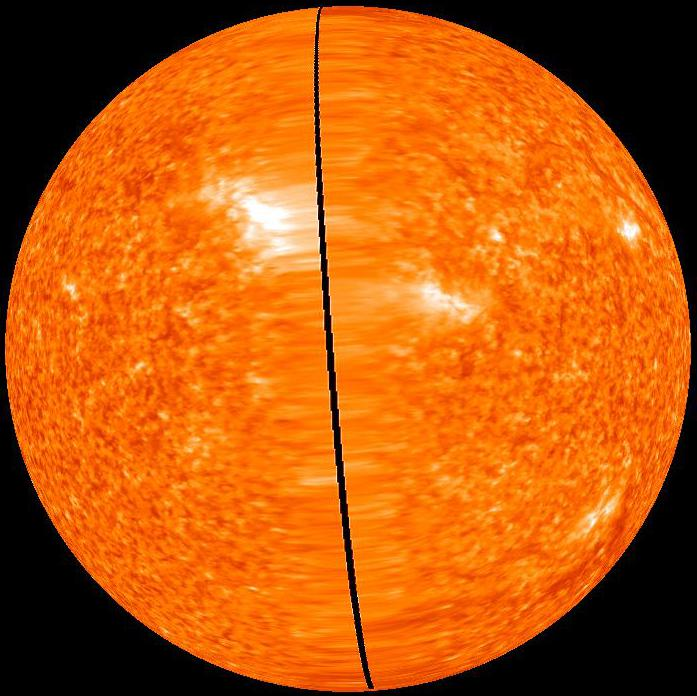
صورة تقريبا لكامل الوجه البعيد للشمس التقطت يوم 2 فبراير 2011. الصورة الكاملة للوجه البعيد للشمس أمكن التقاطها يوم 6 فبراير 2011.

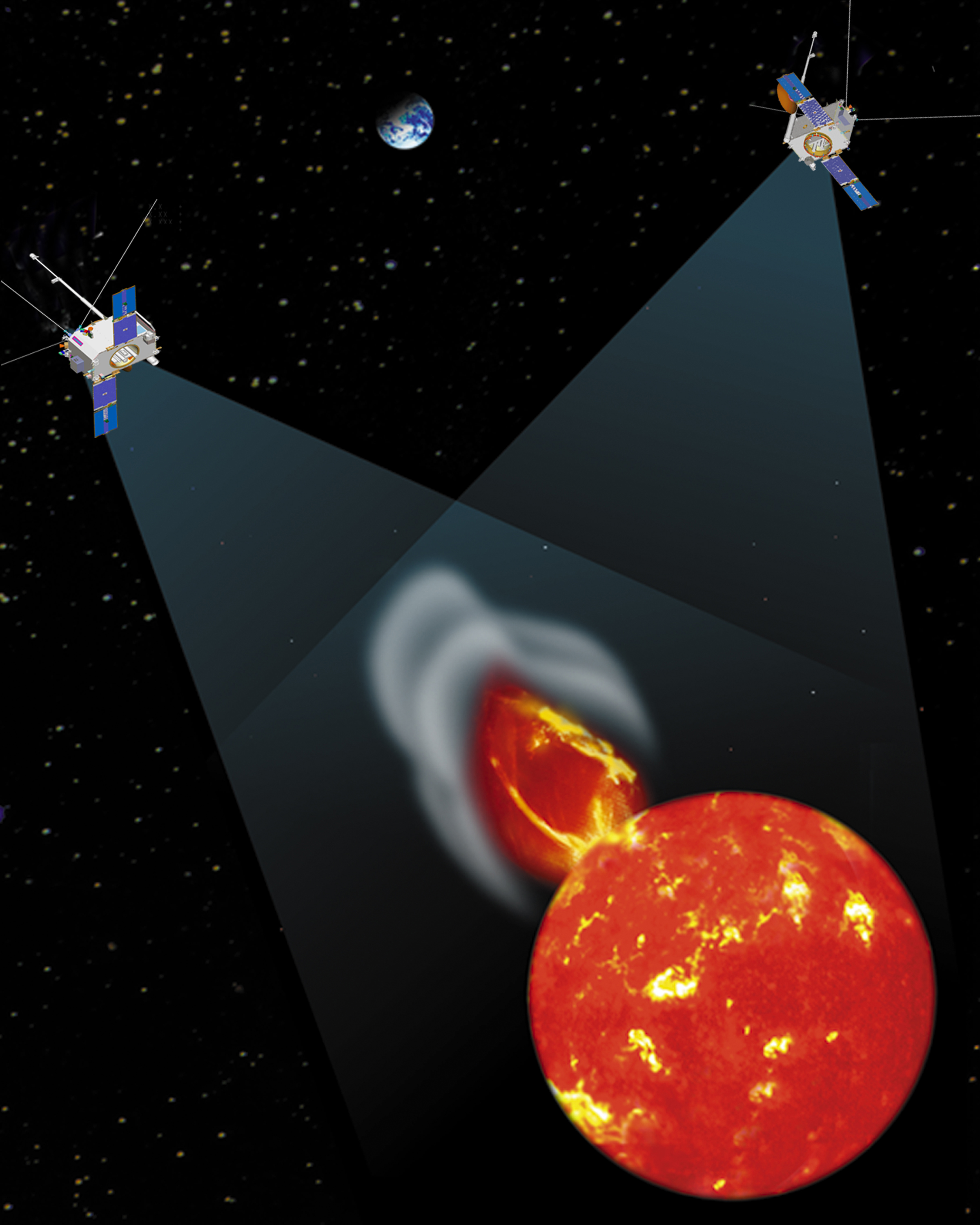
توضيح التصوير المجسم لتوهج على الشمس.

وبمرور الوقت سوف يتزايد انفصال المسباران عن بعضهما بمعدل 44 درجة في السنة. ولن يوجد وضع نهائي لكلا المسبارين. وقد وصلت الزاوية بينهما 90 درجة في 24 يناير 2009 فيما يسمى الوضع الرباعي الفلكي، وأهمية هذا الوضع تكمن في أن الثورات النافورات المادية الشمسية على أحد أطرافها التي «يراها» أحد المسباران يمكن أن يراها في نفس الوقت المسبار الثاني والتقاط صور مجسمة بذلك لتلك النافورات. وفي 6 فبراير 2011 كانت الزاوية بين المسبارين 180 درجة وأمكن رؤية الشمس من وجهيها المقابل للأرض والبعيد عن الأرض في نفس الوقت ولأول مرة.
ومع زيادة الزاوية بين المسبارين بالنسبة للشمس فإن الرؤية المجسمة للشمس تزال ممكنة عن طريق المسبارين بالإضافة إلى الرؤية من الأرض بواسطة مرصد ديناميكا الشمس وذلك لعدة سنوات.
وخلال عام 2015 سوف ينقطع الاتصال مع المسبارين لعدة أشهر حيث يكون المسباران خلف الشمس. ثم يقتربا من الأرض بعد ذلك ويصلا إلى أقرب نقطة من الأرض في عام 2023، ولكن ليس من المخطط له عودتهما إلى مدار حول الأرض.

## فوائد البعثة
يتيح استخدام المسبارين إمكانية رؤية وجهي الشمس المقابل للأرض والبعيد عنها في نفس الوقت، وتسجيل نشاط مقذوفات الهالة والانفجارات الشمسية والرياح الشمسية وبلازما الشمس والأعاصير المغناطيسية وخصوصا على الوجه البعيد عن الأرض. عندما تحدث تلك النشاطات على الوجه المقابل للأرض فإنها تشوشر بحسب شدتها على الاتصالات اللاسلكية والطيران على الأرض وكذلك على شبكات القوي الكهربائية وتتسبب أحيانا في انقطاع التيار الكهربائي كلية في بعض المناطق. ونظرا لأن الشمس تدور حول محورها كل 25 يوم فإن تسجيل تلك النشاطات قبل تأثر الأرض بها بأيام يطيل فترة الإنذار واتخاذ الاحطياتات لعدم تفاقم الأمور على الأرض بسببها.
كما تتيح منظومة مسباري ستيريو للعلماء دراسة أكثر دقة لفيزياء الشمس، والتنبؤ بالأحوال الجوية على الأرض حيث تُرى الشمس من جميع نواحيها (عبر 360 درجة) في نفس اللحظة.
وقد ادخلت قياسات المسبارين ستيريو بالفعل على تنبؤات النشاط الشمسي التي تمد خطوط الطيران، ومحطات القوي ومراكز متابعة الأقمار الصناعية وغيرها بالمعلومات.

جميع أوجه الشمس كما شاهدها المسباران ستيريو يوم 2 فبراير 2010. التقطت الصورة في نطاق الأشعة فوق البنفسجية البعيد ذو طول موجة 5و19 نانومتر، وتوضح الخطوط البيضاء إحداثيات الشمس حيث تمثل الزاوية صفر النقطة المواجهة للأرض مباشرة.

## اقرأ أيضا
- التعايش مع نجم
- تريس (مسبار شمسي)
- سوهو (مسبار شمسي)
- نطاق صالح للسكن
- كلف الشمس
- هيدروديناميكا مغناطيسية
- استشعار عن بعد
- مسبار فضائي
- الشمس
- مقراب جيمس ويب الفضائي
- مرصد كيك
- مقراب سبيتزر الفضائي
- مرصد هابل الفضائي
- دورة شمسية
- نشاط شمسي
- الهالة الشمسية
- انفجار شمسي
- فيض راديوي شمسي
- بيبوساكس